# Банч парк (Флорида)
Банч парк (енгл. Bunche Park) је градска четврт Мајами Гарденса и бивше пописом одређено насељено место у америчкој савезној држави Флорида.

## Демографија
По попису из 2000. године број становника је 3.972.
| Група             | 2000.         | 2010.    |
| Белци             | 13 (0,3%)     | 0 (0,0%) |
| Афроамериканци    | 3.831 (96,5%) | 0 (0,0%) |
| Азијати           | 5 (0,1%)      | 0 (0,0%) |
| Хиспаноамериканци | 121 (3,0%)    | 0 (0,0%) |
| Укупно            | 3.972         | 0        |